# Harrold (Dakota du Sud)
Pour les articles homonymes, voir Harrold.
La ville de Harrold est située dans le comté de Hugues, dans l’État du Dakota du Sud, aux États-Unis. Lors du recensement de 2000, sa population s’élevait à 209 habitants. Elle fait partie de l’agglomération de Pierre, la capitale de l’État.
Fondée en 1881, la ville est nommée en l'honneur de Harrold R. McCullough, un employé du North Western Railroad.

## Démographie
| 1900 | 1910 | 1920 | 1930 | 1940 | 1950 |
| ---- | ---- | ---- | ---- | ---- | ---- |
| 57   | 230  | 252  | 309  | 229  | 263  |

| 1960 | 1970 | 1980 | 1990 | 2000 | 2010 |
| ---- | ---- | ---- | ---- | ---- | ---- |
| 255  | 184  | 196  | 167  | 209  | 124  |

Selon le recensement de 2010, Harrold compte 124 habitants. La municipalité s'étend sur 0,27 milles carrés (0,7 km2).